# Sajószentpéter
Sajószentpéter (en alemán: Sankt Peter; en latín: Villa Sancti Petri) es una ciudad en el condado de Borsod-Abaúj-Zemplén, en el norte de Hungría. Se encuentra en la aglomeración Miskolc – Kazincbarcika, a 10 kilómetros de la capital del condado.

## Historia
La ciudad fue mencionada por primera vez en 1281 como Szentpéter (San Pedro). Recibió la primera parte de su nombre posteriormente, del río Sajó. La ciudad fue propiedad del rey; primero perteneció al Castillo de Diósgyőr y luego al Estado de Dédes. Durante las luchas husitas, la ciudad fue destruida. Se reconstruyó después de 1466, pero no recuperó su estatus de ciudad hasta 1989.
En los siglos XVII y XVIII la ciudad perteneció a varias familias nobles importantes, entre ellas los Rákóczi y los Losonczy.
En el siglo XIX, el antiguo pueblo agrícola se transformó en uno industrial con la apertura de minas de carbón y la construcción de una fábrica de vidrio. Situado a medio camino entre dos de las ciudades industriales más grandes de la zona, Sajószentpéter tuvo una creciente industrialización durante la era socialista. Sin embargo, al igual que en otras ciudades y pueblos del norte de Hungría, la industria enfrentó una crisis tras la caída del régimen socialista, y el desempleo se convirtió en uno de los problemas más graves.

## Monumentos
- Lugar de nacimiento de József Lévay
- Museo del país
- Galería

## Personas notables
- Segismundo Rákóczi (1544-1608), Príncipe de Transilvania (1607-1608)
- Leah Gottlieb (1918-2012), diseñadora de moda israelí y fundadora de Gottex
- János Koszta (nacido en 1959), futbolista
- Oszkár Molnár (nacido en 1956), político
- Anikó Nagy (nacido en 1970), jugador de balonmano
- Jaim Sofer (1821–1886), rabino
- István Varga (nacido en 1956), político y economista
- Sándor Pécsi (1922-1972), actor
- Kitti Szász, campeona mundial húngara de fútbol freestyle

## Ciudades hermanadas
Sajószentpéter está hermanada con:
- Dobšiná, Eslovaquia
- Kobiór, Polonia